# ميريل (مين)
ميريل (بالإنجليزية: Merrill, Maine)‏ هي بلدة أمريكية تقع في الولايات المتحدة في مقاطعة أروستوك (مين). يقدر عدد سكانها بـ 273 نسمة ومساحتها 96.81 كم2 ووترتفع عن سطح البحر 295 متر.

## التركيبة السكانية
قام مكتب تعداد الولايات المتحدة بتحديد بيانات التركيبة السكانية لميريل في تعداد الولايات المتحدة. في ما يلي، التركيبة السكانية حسب تعدادي 2000 و2010.

### تعداد عام 2000
بلغ عدد سكان ميريل 249 نسمة بحسب تعداد عام 2000، وبلغ عدد الأسر 103 أسرة وعدد العائلات 73 عائلة مقيمة في البلدة. في حين سجلت الكثافة السكانية 6.6 نسمة لكل ميل مربع (2.5/كم2). وبلغ عدد الوحدات السكنية 141 وحدة بمتوسط كثافة قدره 3.8 نسمة لكل ميل مربع (1.5/كم2).
وتوزع التركيب العرقي للبلدة بنسبة 98.39% من البيض و 0.80% من الأمريكيين الأصليين و 0.80% من عرقين مختلطين أو أكثر.
بلغ عدد الأسر 103 أسرة كانت نسبة 31.1% منها لديها أطفال تحت سن الثامنة عشر تعيش معهم، وبلغت نسبة الأزواج القاطنين مع بعضهم البعض 58.3% من أصل المجموع الكلي للأسر، ونسبة 7.8% من الأسر كان لديها معيلات من الإناث دون وجود شريك، وكانت نسبة 28.2% من غير العائلات. تألفت نسبة 22.3% من أصل جميع الأسر من أفراد ونسبة 9.7% كانوا يعيش معهم شخص وحيد يبلغ من العمر 65 عاماً فما فوق. وبلغ متوسط حجم الأسرة المعيشية 2.82، أما متوسط حجم العائلات فبلغ 2.42.
بلغ العمر الوسطي للسكان 42 عاماً. وكانت نسبة 22.1% من القاطنين تحت سن الثامنة عشر، وكانت نسبة 5.6% بين الثامنة عشر والأربعة وعشرون عاماً، ونسبة 30.9% كانت واقعةً في الفئة العمرية ما بين الخامسة والعشرون حتى والأربعة وأربعون عاماً، ونسبة 25.7% كانت ما بين الخامسة والأربعون حتى الرابعة والستون، ونسبة 15.7% كانت ضمن فئة الخامسة والستون عاماً فما فوق. يوجد لكل 100 أنثى 104.1 ذكر، ويوجد لكل 100 أنثى في الثامنة عشر من عمرها فما فوق 106.4 ذكر.
بلغ متوسط دخل الأسرة في البلدة 26,806 دولار، أما متوسط دخل العائلة فبلغ 31,667 دولار. وكان متوسط دخل الذكور 26,944 دولار مقابل 21,250 دولار للإناث. وسجل دخل الفرد الخاص بالبلدة 11,532 دولار. وكانت نسبة 14.9% من العائلات ونسبة 16.4% من السكان تحت خط الفقر، وكان من هؤلاء نسبة 22.9% تحت سن الثامنة عشر ونسبة 22.9% في الخامسة والستين من العمر وما فوق.

### تعداد عام 2010
بلغ عدد سكان ميريل 273 نسمة بحسب تعداد عام 2010، وبلغ عدد الأسر 104 أسرة وعدد العائلات 77 عائلة مقيمة في البلدة. في حين سجلت الكثافة السكانية 7.3 نسمة لكل ميل مربع (2.8/كم2). وبلغ عدد الوحدات السكنية 149 وحدة بمتوسط كثافة قدره 4.0 لكل ميل مربع (1.5/كم2).
وتوزع التركيب العرقي للبلدة بنسبة 93.4% من البيض و 4.4% من الأمريكيين الأصليين و 1.5% من الأمريكيين الأفارقة و 0.7% من عرقين مختلطين أو أكثر.
بلغ عدد الأسر 104 أسرة كانت نسبة 30.8% منها لديها أطفال تحت سن الثامنة عشر تعيش معهم، وبلغت نسبة الأزواج القاطنين مع بعضهم البعض 59.6% من أصل المجموع الكلي للأسر، ونسبة 9.6% من الأسر كان لديها معيلات من الإناث دون وجود شريك، بينما كانت نسبة 4.8% من الأسر لديها معيلون من الذكور دون وجود شريكة وكانت نسبة 26.0% من غير العائلات. تألفت نسبة 22.1% من أصل جميع الأسر من أفراد ونسبة 12.5% كانوا يعيش معهم شخص وحيد يبلغ من العمر 65 عاماً فما فوق. وبلغ متوسط حجم الأسرة المعيشية 3.03، أما متوسط حجم العائلات فبلغ 2.63.
بلغ العمر الوسطي للسكان 45.1 عاماً. وكانت نسبة 23.8% من القاطنين تحت سن الثامنة عشر، وكانت نسبة 8.8% بين الثامنة عشر والأربعة وعشرون عاماً، ونسبة 17.2% كانت واقعةً في الفئة العمرية ما بين الخامسة والعشرون حتى والأربعة وأربعون عاماً، ونسبة 36.7% كانت ما بين الخامسة والأربعون حتى الرابعة والستون، ونسبة 13.6% كانت ضمن فئة الخامسة والستون عاماً فما فوق. وتوزع التركيب الجنسي للسكان بنسبة 50.5% ذكور و49.5% إناث.